# Corc de les flors de la pomera
El corc de les flors de la pomera (Anthonomus pomorum) és una espècie de coleòpter polífag de la família dels curculiònids. La larva «destruheix las flors de las pomeras» i en mesura minor de les pereres. En cas d'infecció massiva poden reduir considerablement el nombre de fruites.

## Descripció i cicle biològic
L'adult mesura entre 3,4 i 4,3 mil·límetres, de color marró amb una zona recoberta d'escales blanc-rosades a la part posterior dels èlitres. Hiverna en l'escorça de l'arbre i en altres refugis. Poc abans de la floració, la femella pon una trentena d'ous, que posa en sengles poncelles. Coincidint amb la floració neix el corc o la larva, la qual devora la flor des de l'interior. L'adult es nodreix del parènquima de les fulles joves i les poncelles en deixar petits forats, però aquest dany és insignificant. Fan una generació per any.

## Plaga i tractament
Danys majors han sigut reportats fins al 1939, quan era la segona plaga més temuda pels fruticultors després de la carpocapsa. Després, per l'ús generalitzat de pesticides a llarg espectre, la seva presència va baixar. Des dels anys 1990, el crit per una agricultura sostenible va estimular la recerca de control menys nociu. En agricultura ecològica esdevé imprescindible, com que prohibeix el tractament químic. S'ha pensat que una infecció limitada podia ésser útil en anys de floració abundant, per fer aclarides naturals i evitar un gran nombre de fruites massa petites, però ràpidament això condueix a una proliferació exuberant i nociva als anys següents.
Com altra eina de control s'han utilitzat una mena «mitjons» de cartró ondulat o altres materials, de vegades impregnats d'insecticida que a la tardor es posen a l'entorn del tronc com a trampa per als adults que cerquen un lloc de dormició. Manquen estudis sobre l'eficàcia d'aquest mètode. Emblanquinar els troncs de calc també ajudaria.
Ja el 1895 la revista La Pagesia advocava un control biològic fonamentat en el respecte dels enemics naturals: «Aném á veure donchs los animals servidors de la horta, als quals deu l'hortolá lo respecte y consideració, degudas als que venen á reportarli veritables beneficis, casi sens demanarli en pago res més que aquestos, respecte y consideració.» Després de mig segle de guerra química, l'agricultura sembla tornar a aquesta saviesa de respecte i de col·laboració amb la natura. Hi ha uns quants enemics naturals coneguts: predadors (ocells), paràsits (Pteromalus grandis, himenòpters), fongs, bàcteris i nemàtods que poden reduir la seva població. Un ús actiu d'aquestes espècies per a realitzar un control biològic sistemàtic amb enemics naturals o trampes amb feromones encara no s'ha desenvolupat per a aquesta espècie.